# Alagoinha (Paraíba)
Alagoinha is een gemeente in de Braziliaanse deelstaat Paraíba. De gemeente telt 13.470 inwoners (schatting 2009).
De gemeente grenst aan Cuitegi, Alagoa Grande, Mulungu, Guarabira, Pilões, Areia en Alagoa Grande.